# Le Cerveau
Ne doit pas être confondu avec Les Cerveaux (film).
Pour les articles homonymes, voir Cerveau (homonymie).
Pour plus de détails, voir Fiche technique et Distribution.
Le Cerveau est un film franco-italien réalisé par Gérard Oury sorti en 1969.
Inspiré par l'attaque du train postal Glasgow-Londres, ce film de casse comique met en scène plusieurs groupes de malfrats, dont un génie du crime surnommé « le Cerveau », auteur fictif de l'attaque du Glasgow-Londres, tentant de dérober les fonds des nations de l'OTAN, au moment de leur transfert de Paris à Bruxelles, lorsque son siège a été déplacé de la capitale française à la capitale belge. En tête de la distribution figurent le Britannique David Niven, les Français Jean-Paul Belmondo et Bourvil et l'Américain Eli Wallach.
Ce « blockbuster » avant l'heure — rendu possible par l'immense succès de La Grande Vadrouille — réunit le plus gros budget du cinéma français de l'époque, une pléiade d'acteurs connus, et des moyens spectaculaires comme le paquebot France mobilisé dans le port du Havre et une réplique de 13,5 m de la statue de la Liberté.
Retardé par Mai-68, le tournage a lieu en France, en Angleterre, aux États-Unis et en Italie. Le film est co-produit par la Gaumont, la société de Dino de Laurentiis et la Paramount Pictures.
Georges Delerue compose la musique du film, agrémentée par la chanson The Brain du groupe américain The American Breed dans le générique et par la chanson italienne Cento giorni, lors de la célèbre scène d'entrée de Silvia Monti.
À sa sortie, Le Cerveau attire plus de 5 millions de spectateurs dans les salles, c'est un gros succès commercial, néanmoins en deçà de ceux du Corniaud et de La Grande Vadrouille, à la déception des producteurs.

## Synopsis
Deux compères, Anatole et Arthur, prévoient un « coup fabuleux » : l'attaque d'un train spécial transportant de Paris à Bruxelles les fonds secrets des nations de l'OTAN, lors du déménagement du Grand Quartier général des puissances alliées en Europe en 1967. Une autre bande est sur le coup, celle qui réalisa la fameuse attaque du train postal Glasgow-Londres, sous les ordres du Cerveau, un homme dont la tête est si lourde que, sous le coup d'une émotion, il est incapable de la maintenir droite. Cette dernière bande est associée à la mafia sicilienne...

## Fiche technique
- Titre : Le Cerveau
- Réalisation : Gérard Oury
- Réalisateur 2e équipe : Claude Clément 
  - Assistants réalisateur : Gérard Guérin, Marc Monnet, Madeleine Billaud, Bernard Mongourdin, Jean-Marie Poiré, Jean-Claude Sussfeld, François Nadal
- Scénario : Gérard Oury, Danièle Thompson et Marcel Jullian
- Musique : Georges Delerue
- Direction artistique : Jean André
- Décors : Jean André, assisté de Robert André, Marc Desage, Théo Meurisse
- Costumes : Tanine Autré
- Photographie : Armand Thirard
- Son : Jean Rieul
- Montage : Albert Jurgenson
- Effets spéciaux : Pierre Durin
- Générique : Jean Fouchet
- Séquences animées réalisées par Jean-Charles Meunier (Les films Orzeaux)
- Cascades : Rémy Julienne
- Production : Alain Poiré, Dino De Laurentiis
- Société de production :  S.N.E. GAUMONT,  Dino De Laurentiis Cinematografica,  Paramount Pictures
- Société de distribution : Gaumont
- Pays de production :  France,  Italie,  États-Unis
- Langues de tournage : français, anglais et allemand
- Format : couleurs (Eastmancolor) -  35 mm - 2,35:1 (Franscope) — son mono (Westrex Recording System)
- Tournage : à partir du 10 juillet 1968 aux Studios de Saint-Maurice Franstudio
- Genre : Comédie, film de casse
- Budget : 24[1] ou 30 millions de francs[2] (soit environ 34 à 43 millions d'euros en 2024[3])
- Durée : 110 minutes
- Dates de sortie : 
  - France : 7 mars 1969
  - Italie : 3 septembre 1969
  - États-Unis : 13 novembre 1969
- Affiche : Charles Rau (France)

## Distribution
- Jean-Paul Belmondo : Arthur Lespinasse
- Bourvil : Anatole
- David Niven : colonel Carol Matthews, « le Cerveau »
- Eli Wallach (VF : Lui-même et Roger Carel) : Frankie Scannapieco
- Silvia Monti : Sofia Scannapieco
- Raymond Gérôme : le commissaire
- Jacques Balutin : l'inspecteur Pochet et un ouvrier de chantier

- Henri Attal : un homme de la bande
- Henri Génès : le gardien-chef
- Yves Barsacq : un gardien de prison
- Dominique Zardi : un gardien de prison
- Robert Dalban : le soldat belge enrhumé
- Raoul Delfosse : un soldat belge
- Patrick Préjean : le sergent belge
- Paul Mercey : André, le voisin en colère
- Jacques Ciron : l'inspecteur Dubœuf
- Fernand Guiot : l'inspecteur Mazurel
- Mario David : Jean-François l'antiquaire
- Max Montavon : l'antiquaire au foulard bleu
- Sophie Grimaldi : la blonde du train
- Roger Lumont : patron boutique londonienne
- Trevor Stephens : John
- Frank Valois : Bruno
- Arch Taylor : mafieux piscine
- John Rico : mafieux piscine
- Tommy Duggan : superintendant Cummings

Non crédités : 
- Micha Bayard : la femme d'André
- Marcel Charvey : complice du cerveau
- Gérard Hernandez : un agent à Rouen
- Roger Pappini : homme de main de Frankie
- Pierre Tornade : un soldat belge
- Roland Monk : soldat belge wagon
- Gérard Darmon : un homme dans la rue

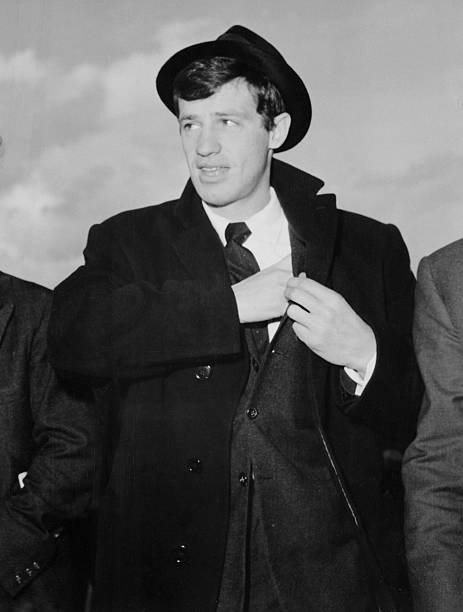
Jean-Paul Belmondo.
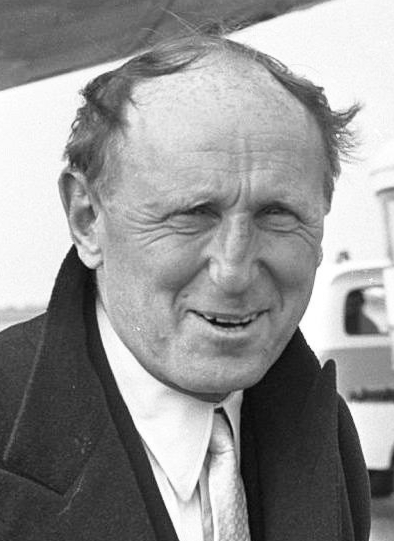
Bourvil.
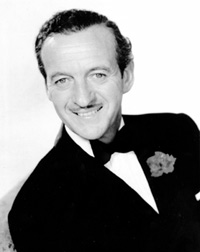
David Niven.
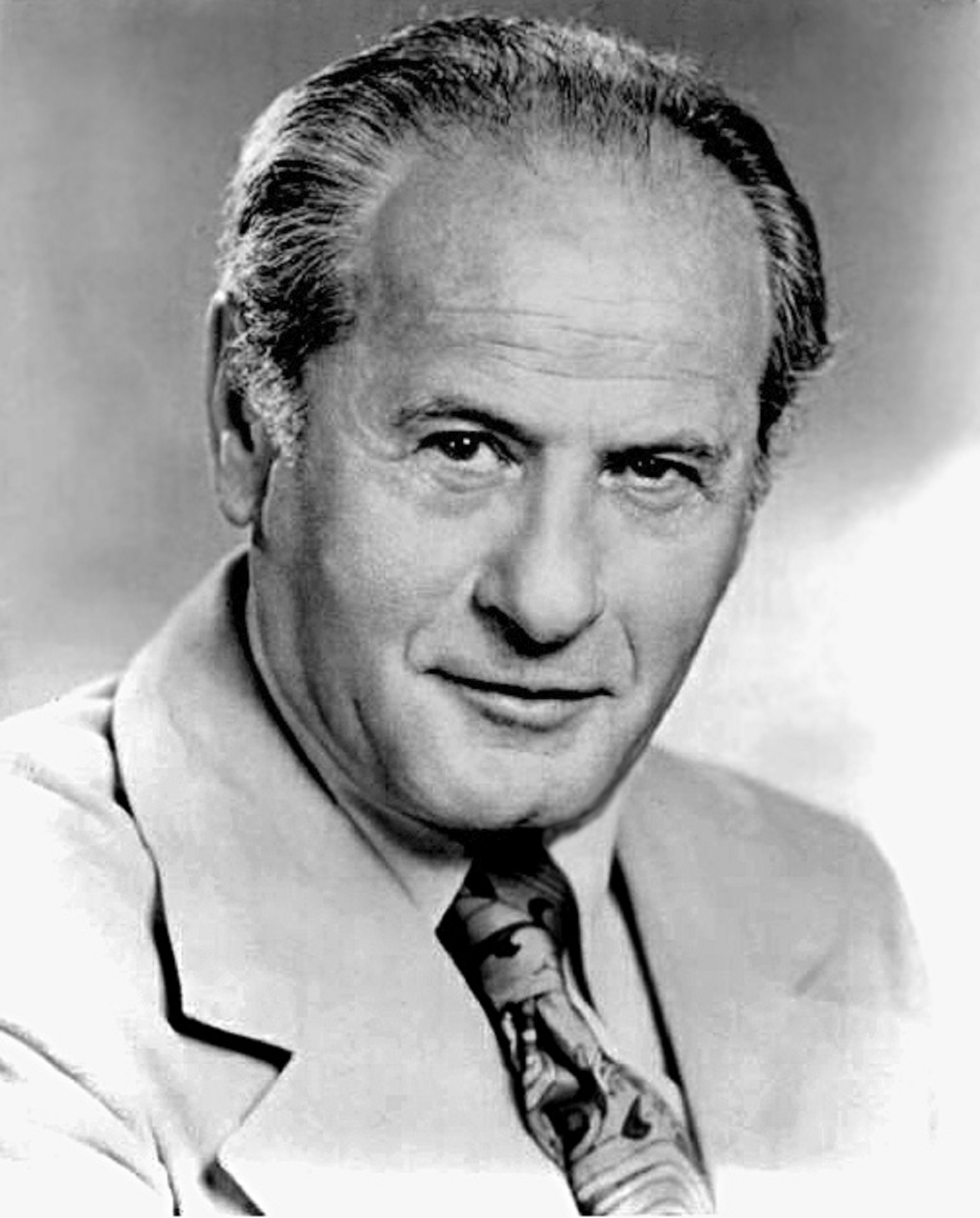
Eli Wallach.
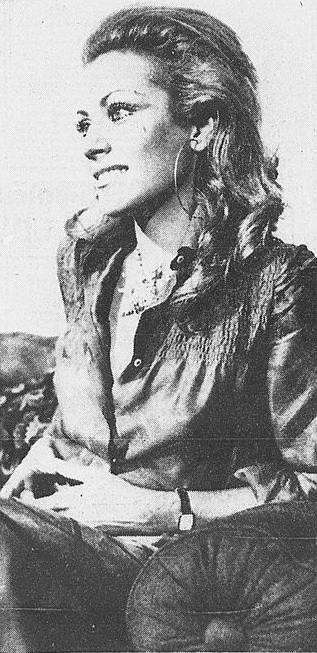
Silvia Monti.

## Production

### Scénario
Le scénario du Cerveau, co-écrit par Gérard Oury, Danièle Thompson et Marcel Jullian, s'appuie sur deux événements réels, l'attaque du train postal Glasgow-Londres, d'une part, et le déménagement de l'OTAN à la suite de la sortie de la France de l'organisation, d'autre part. Selon Oury, « L'idée de base était d'intégrer deux nigauds dans un « remake » du vol du train postal fait par des spécialistes. »

### Développement
Pour être totalement financé, Le Cerveau doit pouvoir être distribué sur le marché américain : la société Paramount Pictures propose de coproduire le film, à la condition d'avoir son propre négatif. Cette exigence obligera donc l'équipe à tourner deux versions du même film, en anglais et en français. Les deux vedettes françaises acceptent de tourner en anglais, Bourvil attendant l'occasion depuis longtemps tandis que Jean-Paul Belmondo s'était jusque-là refusé à tourner dans cette langue. Le 16 février 1968, à New York, Charles Bluhdorn, président de Gulf and Western Industries, et Alain Poiré signent les accords de partenariat entre la Gaumont et la Paramount Pictures (appartenant au conglomérat Gulf+Western) pour la production du Cerveau.
La fin du film nécessite la présence du paquebot France dans le port du Havre, son port d'attache, puis dans la baie de New York. Après avoir obtenu l'accord de la Compagnie générale transatlantique, Gérard Oury rencontre Camille Mahé, commandant de bord du France, qui est à ce moment en cale sèche. Le capitaine accepte, à la condition que la réplique de la Statue de la Liberté en polyester de 13,5 m, prévue pour être dressée à l'avant du bateau entre les deux mâts de charge, ne gêne pas sa visibilité pour diriger le navire. Une silhouette de même taille de la statue est découpée dans du contreplaqué et montée à l'avant du France pour vérifier la vue. Il est prévu que, durant la traversée de l'océan Atlantique, la statue soit couchée sur le pont.

### Acteurs
Le Cerveau demeure le dernier film de Bourvil ayant été réalisé par Gérard Oury ; l'acteur aurait dû tourner dans le film suivant du réalisateur, La Folie des grandeurs, mais décède d'un cancer des os en 1970. Le film marque également la seconde collaboration entre Jean-Paul Belmondo et Bourvil qui, dix ans auparavant, s'étaient côtoyés dans Un drôle de dimanche.
En 1982, Jean-Paul Belmondo tourne à nouveau sous la direction de Gérard Oury dans L'As des as.

### Tournage
Prévu pour le printemps 1968, le tournage se voit retardé en raison des grèves et révoltes de mai 1968, qui rendent impossible les tournages et freinent tous les projets de films en cours. L'ensemble des producteurs français redoute ces événements car « une clause résolutoire à leurs contrats d'assurances prévoit le non-règlement des sinistres en cas de grève, guerres ou révolutions ». Avec deux mois de retard, le tournage débute le 10 juillet 1968. Les mauvaises conditions météo en Normandie, où a lieu une partie des prises de vues, causent également de nouveaux dépassements.

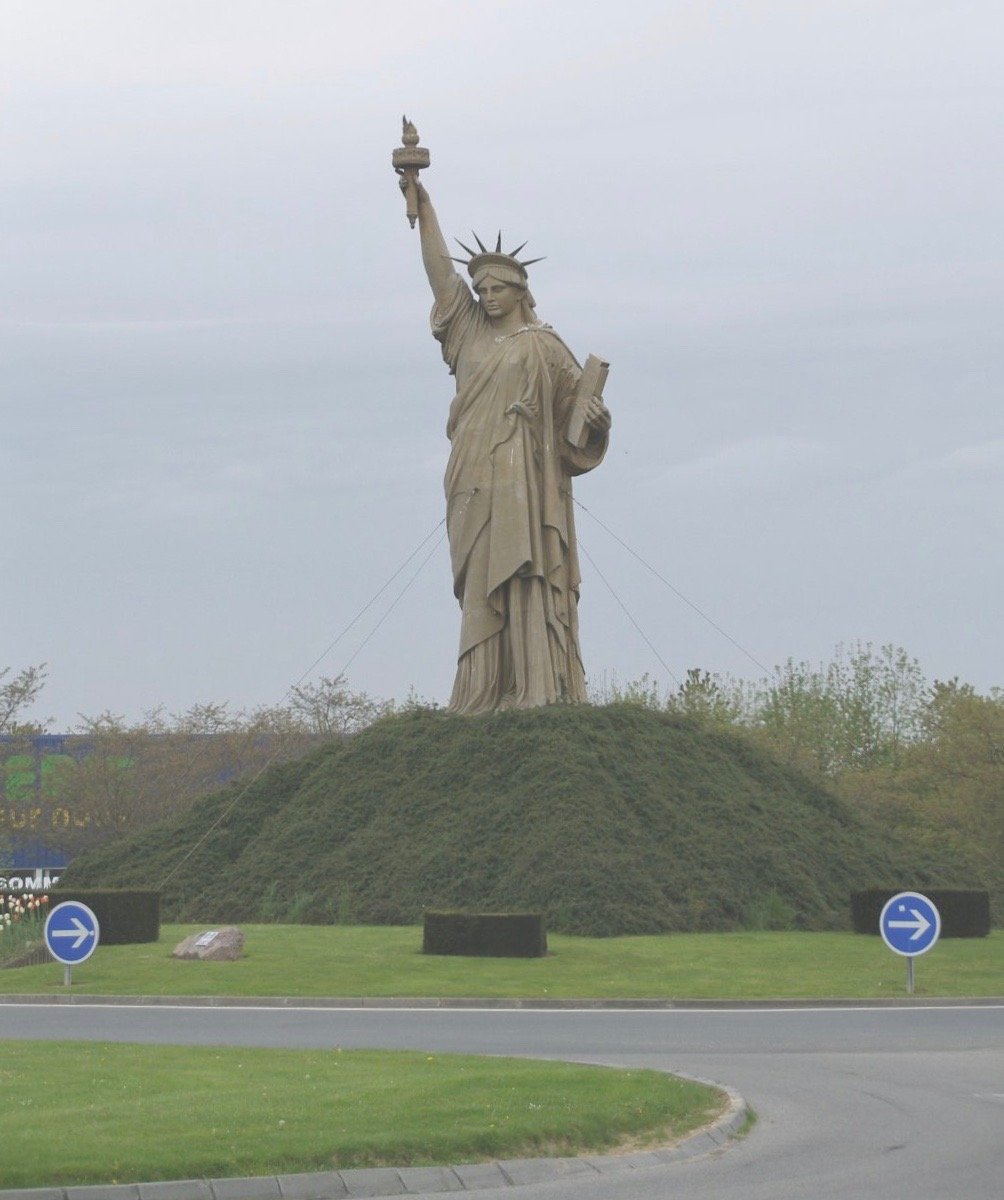
La réplique de la statue de la Liberté réalisée pour le film, trônant désormais sur un rond-point de Barentin, en Seine-Maritime.

Les moyens techniques déployés sont considérables : deux trains blindés, une dizaine de wagons (plus des kilomètres de voie ferrée) sont fournis par la SNCF, des voitures radio, des hélicoptères et une escouade de motards sont fournis par la gendarmerie, la réplique de la statue de la Liberté et différents véhicules sont fournis par la Régie Renault.
Lors du tournage, Bourvil est très affecté par la mort brutale d'un jeune chauffeur de production, Yves Ridard.
C'est la A1AA1A 68514 de la SNCF qui a été mise à disposition du film. Les ambiances ferroviaires sont assez fantaisistes pour qui s'y connaît un minimum. Ainsi la gare du Nord est en réalité la gare de l'Est, la signalisation de la voie unique est un mélange de signaux de double voie, voie d'évitement, travaux, cantons courts... qui font simplement office de décor. Enfin, la rupture d'attelage du train est un bel effet cinématographique, mais peu vraisemblable (les trains modernes sont équipés de freins automatiques).
La réplique de la statue de la Liberté que l'on voit dans le film est une copie en polyester de 13,5 m et d'un poids de 3,5 tonnes. Elle devait être détruite, faute de dédouanement, après avoir séjourné dans les locaux de la douane de Saint-Maurice, mais a été conservée grâce à l'action de Paul Belmondo (le père de Jean-Paul Belmondo), du maire André Marie et de Gérard Oury. Elle trône actuellement sur le rond-point de la zone d'aménagement concerté du Mesnil-Roux à Barentin, en Seine-Maritime.

#### Lieux de tournage
Le pont sur lequel s'arrête le wagon contenant les fonds de l'OTAN est en réalité situé dans la vallée de la Conie, en Eure-et-Loir, sur le territoire de la commune de Péronville et sur la route départementale n° 110 reliant ce village à Villeneuve-sur-Conie (Loiret).
La partie finale avec les ruines du château de nuit et les feux d'artifice a été tournée au château de Pontevès dominant Bargème, dans le Var.
La scène où l'on voit la statue manœuvrée maladroitement devant une église et défoncer la devanture d'un antiquaire a été tournée sur la place Barthélémy à Rouen ; l'église en arrière-plan est Saint-Maclou. Arthur et Anatole, conduits par le commissaire et son adjoint, sont arrivés par la rue Martainville, adjacente, passant devant ses maisons à colombage aujourd'hui restaurées.
La célèbre scène de la DS coupée en deux a été tournée sur le pont levant du sas Vétillard, rue Camille-Desmoulins dans le port du Havre.
On voit à la fin du film, lors du générique, les tours sud et nord du World Trade Center, alors en construction depuis 1966.

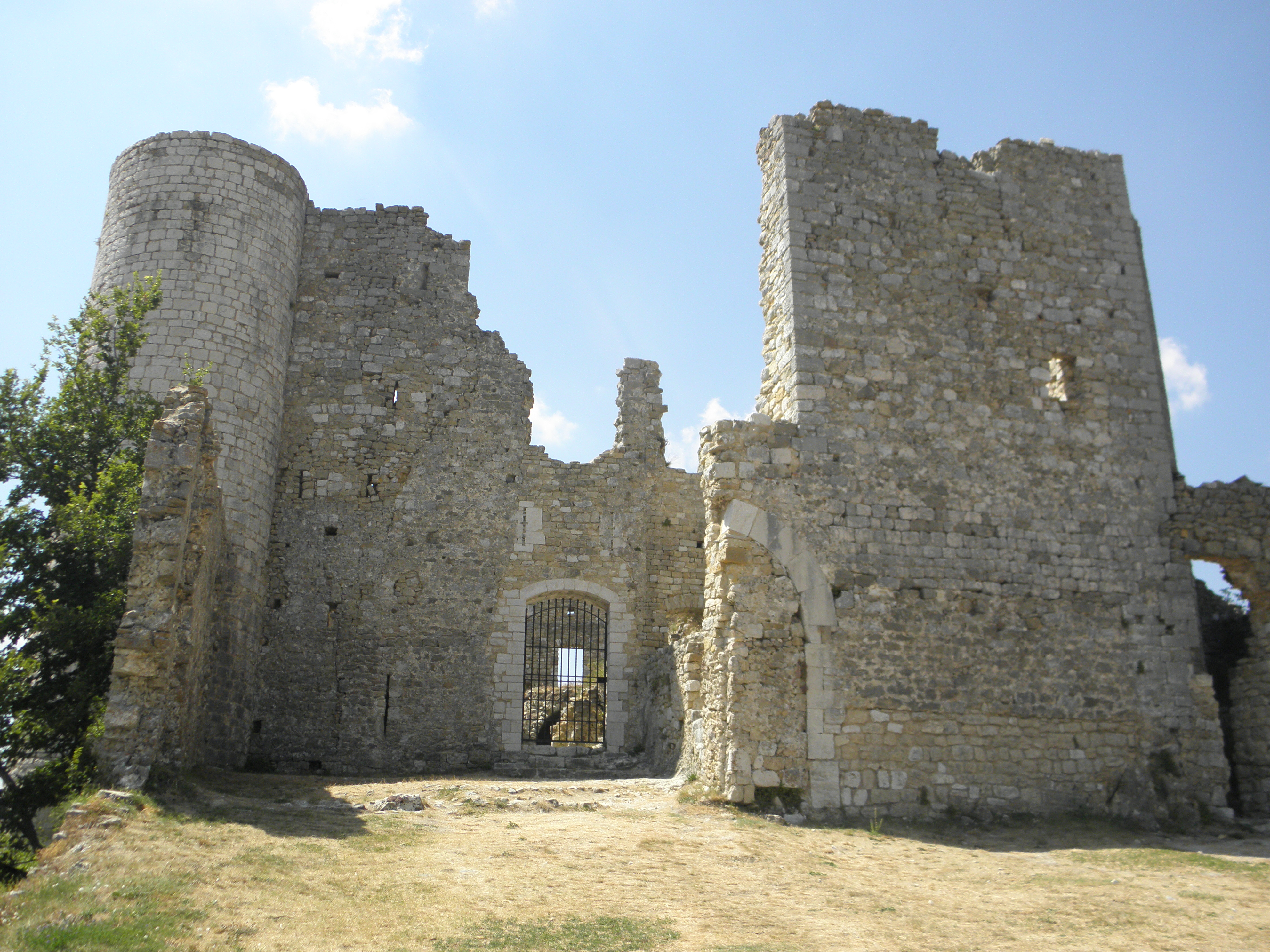
Les ruines du château de Pontevès.

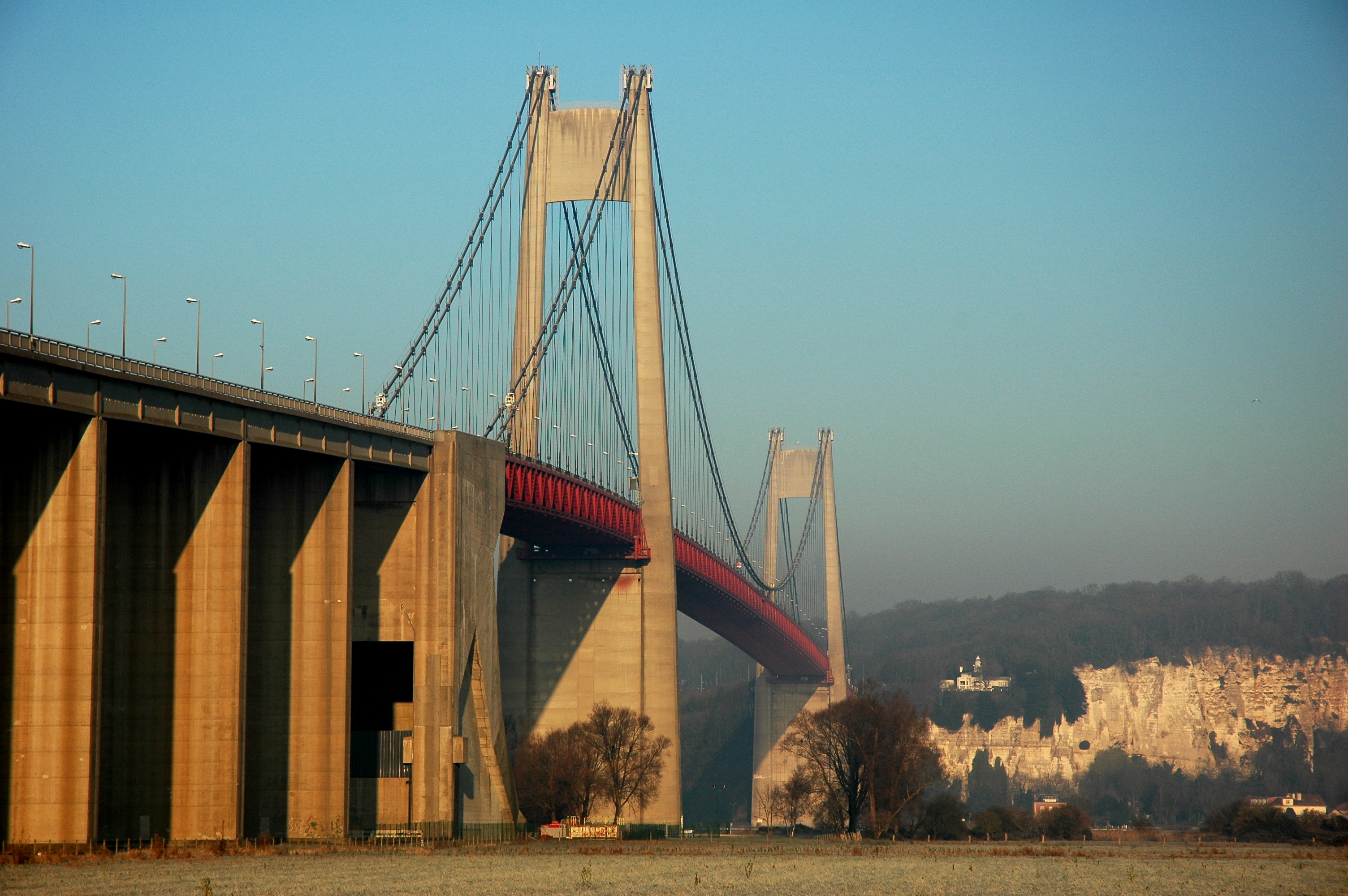
Le pont de Tancarville.

- France
  - Paris
    - 1er arrondissement (rue Henri-Robert, place Dauphine, rue de Harlay, quai de l'Horloge, pont au Change)
    - 5e arrondissement (rue Mouffetard, square Saint-Médard, rue de Bazeilles)
    - 7e arrondissement (hôtel des Invalides, avenue de Tourville)
    - 8e arrondissement (place de la Concorde, avenue des Champs-Elysées)
    - 16e arrondissement (avenue de Pologne, avenue Gustave-V-de-Suède, place du Trocadéro, palais de Chaillot, avenue Albert-Ier-de-Monaco, avenue Foch et sa contre-allée)
    - 18e arrondissement (rue de Clignancourt, rue du Chevalier-de-la-Barre, rue Paul-Albert)
    - 20e arrondissement (rue des Pyrénées)

  - Val-de-Marne (studios de Saint-Maurice)
  - Yvelines (Poissy)
  - Seine-Maritime (Le Havre, Rouen, Tancarville)
  - Eure-et-Loir (Péronville)
  - Var (Bargème)
  - Loir-et-Cher (Baillou)[11]
  - Haute-Marne (viaduc de Chaumont)
  - Bouches-du-Rhône (Cassis)
  - Aisne (Fresnoy-le-Grand)
  - Alpes-Maritimes (aéroport de Cannes-Mandelieu, studios de la Victorine à Nice)
- Angleterre
  - Londres
- États-Unis
  - New York
- Italie

### Musique

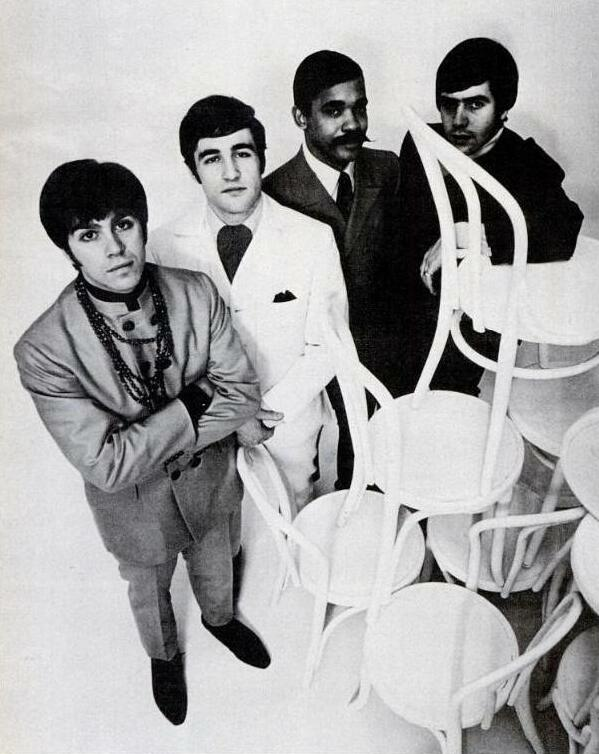
Le groupe américain The American Breed en 1968.

Georges Delerue compose la bande originale du Cerveau, après avoir mis en musique Le crime ne paie pas (1962) et Le Corniaud (1965) pour Gérard Oury. Il crée notamment la chanson The Brain, titre pop chanté par The American Breed. Dans la scène mythique de la piscine, dans laquelle Sophia, sœur de Frankie, fait son apparition, la chanson est un succès italien de l'année 1966 : Cento Giorni de Caterina Caselli.
La musique qui accompagne les majorettes sur les quais du Havre ainsi qu'au début de la bande annonce est la marche The Washington Post, composée en 1889 par John Philip Sousa.
En 2002, la bande originale du film est publiée, avec celles écrites par Delerue pour Le Corniaud et par Georges Auric pour La Grande Vadrouille, sous le titre Bandes originales des films de Gérard Oury, dans la collection Écoutez le cinéma ! de Stéphane Lerouge.

## Accueil

### Promotion
Dans son livre de souvenirs, le producteur Alain Poiré relate les exigences de David Niven concernant l'ordre des acteurs principaux sur les affiches. Dans un premier temps, David Niven accepte de n'apparaître qu'en troisième position (après Belmondo et Bourvil) sur les affiches à destination de la Suisse, de la France et de la Belgique. Pour le reste du monde, un autre affichage mentionne son nom en premier. Puis lors du tournage du film, l'acteur change d'avis et réclame la tête d'affiche pour la Suisse, son pays de résidence. Il menace la production de ne plus venir travailler s'il ne l'obtient pas. Furieux mais mis au pied du mur, Alain Poiré obtient l'accord de Bourvil et de J-P Belmondo pour modifier l'affichage.

### Box-office
Le Cerveau est le deuxième plus gros succès au "box-office" français de 1969, ainsi que le plus gros succès de Jean-Paul Belmondo au cinéma français, avec 5 547 305 entrées.
| Le Cerveau  | Le Cerveau       | Le Cerveau         |
| Pays        | Dates de sortie  | Box-office,        |
| ----------- | ---------------- | ------------------ |
| France      | 7 mars 1969      | 5 547 305 entrées  |
| Italie      | 3 septembre 1969 | 3 662 823 entrées  |
| Espagne     | N*C              | 1 521 879 entrées  |
| Belgique    | 27 mars 1969     | 200 000 entrées    |
| Total monde | Total monde      | 10 932 007 entrées |

## Autour du film
- On peut voir l'affiche du film Le Cerveau à New York, intitulé The Brain, dans le premier film d'Arnold Schwarzenegger, Hercule à New York, de 1970 (scène finale sur le char dans les rues de New York devant le Radio City Music Hall). Le nom de Bourvil est imprimé « Bouvil », à côté des noms de Niven et d'Eli Wallach.
- Anatole (Bourvil) sort du siège de l’entreprise de déménagement "Pampouille & fils", 256 rue des Pyrénées à Paris, au volant d’un camion de la société. L’image correspondante du film a vraiment été prise à cette adresse. Plusieurs produits dérivés de cette scène sont aujourd’hui sur le marché et sont ainsi un clin d’œil au film : tee-shirts, cartes postales, autocollants, etc.
- Une affiche du film Yellow Submarine des Beatles, sorti au début du tournage, est visible au début du film lors des scènes se déroulant à Londres.
- Un des gardes belges, à bord du wagon blindé, lit l'album de Tintin L'Affaire Tournesol.
- Eli Wallach assure sa post-synchronisation en français en collaboration avec Roger Carel qui se charge de dire les phrases les plus difficiles à prononcer pour l'acteur américain[16].